# Rugby Clube da Lousã
Maillots
Actualités
Dernière mise à jour : 17 janvier 2017.
Le Rugby Clube da Lousã est un club portugais de rugby à XV basé à Lousã. Le club évolue au premier niveau du rugby portugais, le Championnat du Portugal de rugby à XV ou Campeonato Nacional de Honra.